# Coirac
Coirac är en kommun i departementet Gironde i regionen Nouvelle-Aquitaine i sydvästra Frankrike. Kommunen ligger i kantonen Sauveterre-de-Guyenne som tillhör arrondissementet Langon. År 2022 hade Coirac 217 invånare.

## Befolkningsutveckling
Antalet invånare i kommunen Coirac
Referens:INSEE